# Вельяшева-Волынцева, Анна Ивановна

Титульный лист издания «О графе Оксфордском и миладии Гербии» в переводе А. Вельяшевой-Волынцевой. 1764 г.

Анна Ивановна Вельяшева-Волынцева (по мужу — Олсуфьева) (?—?) — русская писательница и поэтесса, переводчик.

## Биография
Представительница старинного русского дворянского рода Вельяшевых.
Сестра Пелагеи и Дмитрия Вельяшевых-Волынцевых. Их отец Иван Андреевич Вельяшев-Волынцев, отмечает А. П. Голицын, был философом-переводчиком и инженер-генерал-майором. Преподавал военные и математические науки в Артиллерийском и Инженерном кадетском корпусе в Петербурге.
Как и в большинстве случаев с женщинами-писательницами Российской империи, которым удалось опубликовать свои произведения в XVIII веке, она росла в культурной семье, поддерживавшей литературное творчество детей.

## Творчество
Будучи молодою девушкой, писала стихи, чем обратила на себя внимание Екатерины II, привлекшей её ко императорскому двору.
Перевела с французского:
- «О графе Оксфордском и миладии Гербии» (английская повесть, сочинения госпожи Гомец, СПб., 1764);
- «Тысяча и один час», сказки перуанские (М., 1766—1767);
- «История Бранденбургская, с тремя рассуждениями о нравах, обычаях и успехах человеческого разума и пр. короля прусского Фридриха II» (М., 1770).

О её творчестве известно немного, однако, как и многие представительницы женской литературы XVIII века, поэзию, по-видимому, она публиковала анонимно или под инициалами или псевдонимами. М. Н. Макаров, который составил список российских писательниц в 1830 году, утверждает, что её работы «опубликованы во многих современных (того времени) журналах», хотя конкретные названия не приводит. А то, что стихи Анны обратили на неё внимание Екатерины II, может свидетельствовать, что Анна Вельяшева-Волынцева пользовалась бо́льшей известностью в истории литературы, чем её сестра Пелагея.